# 싸이
싸이(PSY, 본명: 박재상, 1977년 12월 31일 ~ )는 대한민국의 가수 겸 래퍼이자 작사가, 작곡가, 프로듀서이다. 싸이는 데뷔 이전 1999년 조PD 2집 《In Stardom Version 2.0》에 참여하였고, 2001년 첫 정규앨범 《PSY From The Psycho World!》로 정식 데뷔하였다. 2012년에는 자신의 히트 곡인 〈강남스타일〉의 유머러스한 뮤직 비디오와 무대 공연이 대한민국을 넘어서 국제적으로 유명세를 탔다. 이 곡의 후렴 부분에 등장하는 “오빤 강남스타일”은 미국 예일대학교에서 선정한 '올해의 말'의 9위에 올랐다고 워싱턴 포스트에 보도 되었다. 2012년 12월 21일, 〈강남스타일〉 뮤직비디오는 유튜브 조회수 10억 뷰를 돌파하며 창사 이래 최고 기록을 달성했다. 2014년 3월 31일, 〈강남스타일〉의 뮤직 비디오는 유튜브 조회수 20억 뷰를 돌파했다. 현재는 약 50억회이다. 2012년 12월, 미국 MTV는 미국 싸이의 '강남스타일' 열풍을 올해 가장 행복했던 순간 중 하나로 선정하였다. 2012년 12월 31일, 뉴욕 타임스 스퀘어에서 열린 연 행사 '딕 클락스 뉴 이얼스 로킹 이브'에서 MC 해머와 공연을 펼쳤다. 전세계 빌보드 1등 가수였던 싸이는 대한민국 옥관문화훈장을 받았고, 2023년 4월 13일, 연세대학교 연세예술원 특임교수로 임명되었다. 또한, 피네이션을 설립해서 대표를 맡았다. 매년 여름마다 자신의 콘서트 흠뻑쇼를 개최하고 있다.

## 학력
- 서울반포초등학교 (졸업)
- 반포중학교 (졸업)
- 세화고등학교 (졸업)
- 보스턴 대학교 국제경영학과 (중퇴)
- 버클리 음악 대학 (명예졸업)

## 생애

### 1977–2000: 어린 시절과 미국 유학

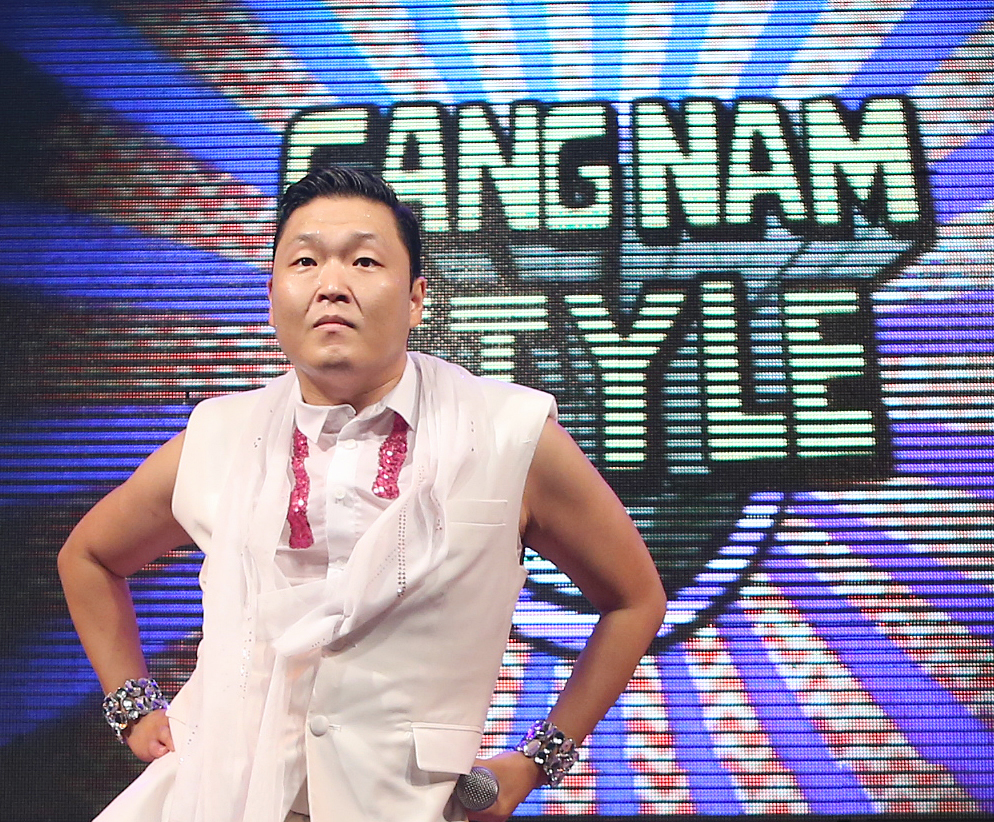
강남 스타일 로고와 공연 중인 싸이.

싸이는 1977년 12월 31일, 서울특별시 성동구 사근동 한양대학교병원에서 1남 1녀 중 둘째로 태어나 강남구 반포동에서 성장하였다. 그의 아버지 박원호는 반도체 제조장비 업체 디아이 대표이사이며, 그의 어머니 김영희는 강남에서 레스토랑을 운영하고 있다. 싸이는 반포초등학교, 반포중학교, 세화고등학교를 졸업하였다.
싸이는 그의 아버지 사업을 이어 받을 일환으로 1996년 보스턴 대학교 국제경영학과에 입학했다. 그러나, 미국에 도착한 그는 공부에 흥미를 잃었고, 그의 남은 학비 자금으로 컴퓨터, 전자 키보드와 MIDI 인터페이스를 포함한 악기 및 엔터테인먼트 장비를 배웠다. 이후 보스턴 대학을 중퇴하고 버클리 음악 대학에 입학했다. 버클리에 다니는 동안, 싸이는 청음(ear training), 현대 음악 작곡(contemporary writing), 전자 음악(music synthesis)의 교과 과정 수업을 받았다, 하지만 그는 학위를 마치지 않고, 중퇴한 채 가수로서 꿈을 이루기 위해 한국에 귀국했다.

### 2001-2002:PSY From The Psycho World데뷔, 논쟁과 성공
2001년 1월, 싸이는 그의 첫 번째 정규 앨범 《PSY From The Psycho World!》을 발매하며 데뷔하였다, 싸이는 통통한 몸매에 번쩍이는 재킷을 입고 무대에 올랐고 다소 위협적인 랩과 엽기적인 춤으로 “엽기 가수”로 불렸다. 그의 데뷔곡 〈새〉는 발매와 동시에 큰 인기를 얻으며 일약 스타덤에 올랐다. 당시 싸이는 탈권위주의적이면서 소탈하고 솔직한 모습으로 인기를 끌었다. 하지만 데뷔 음반의 가사 속에 부적절한 내용이 포함되어 있다는 이유로 벌금을 냈다. 2번째 앨범의 발표를 앞두었던 그 해 11월 15일, 싸이는 대마초를 피운 혐의로 경찰에 검거되었고, 이후 벌금형을 선고받았지만 한동안 방송에 나설 수 없었다. 당시 연말 가요 시상식에서 유력한 신인상 후보였던 그는 이 사건의 여파로, 세화고등학교 2년 후배 성시경이 남자 가수 신인상을 싹쓸이하는 모습을 지켜보아야 했다. 그의 두 번째 정규 앨범 《싸2》는 2002년 1월 발매되었고, 이 음반 역시 선정적인 가사로 인해 어린이와 청소년에 미칠 영향에 대한 시민 단체의 항의로 19세 미만 청취 금지 판정을 받아 판매가 금지되면서 다시 한번 논란이 일기도 했다. 같은 해 9월, 싸이는 세 번째 정규 앨범 《3마이》를 발표했다. 이 음반의 타이틀 곡 〈챔피언〉은 한일 월드컵의 광고 특수를 누려 큰 성공을 거뒀다. 그의 음악을 둘러싼 상당한 논쟁에도 불구하고, 싸이는 한국 음악 산업에서 자신만의 독특하고 뚝심있는 음악으로 서울가요대상에서 작곡가상을 수상했다.

### 2003-2009: 병역과 재입대,싸집
2003년, 싸이는 군 입대를 했다. 정보처리 기능사 자격증을 취득해 2003년 특례요원으로 선발된 뒤 2005년 11월까지 산업기능요원으로 35개월간 군복무했다. 하지만 이 기간에 100여 차례나 되는 연예활동을 했다는 의혹을 받게 되면서, 2007년 검찰조사 결과 부실복무 판정을 받고 그해 12월 육군 52사단에 현역으로 재입대하고, 2009년 7월 24일 제대하였다.
2004년 4월, 싸이는 프로젝트 그룹 바운스의 객원멤버로 참여하였다. 2006년, 싸이는 그의 네 번째 정규 앨범 《싸집》을 발표했고, 《SBS 가요대전》에서 본상과 《Mnet KM 뮤직 페스티벌》에서 뮤직비디오 최우수 작품상을 수상했다.

### 2010-2012: YG 이적과 5집 컴백
싸이는 당시 그의 소속사가 재정적인 어려움을 겪으면서, 더 이상 자신의 노래를 발표할 수 없었다. 싸이의 아내는 그의 오랜 친구인 YG 엔터테인먼트의 양현석 대표와 계약을 맺는 것에 많은 지원을 해주었다. 2010년, 싸이는 YG 엔터테인먼트와 계약을 하였다. YG는 “기성 유명 가수는 영입하지 않는다”는 전통을 깨고 싸이를 받아들였고 싸이는 단 한 푼의 계약금 없이 YG에 합류했다.
싸이는 2010년, 그의 다섯 번째 정규 앨범 《PSYFIVE》를 발표했고, 타이틀곡 〈Right Now〉의 가사 속에 등장하는 “인생은 독한 술이고”라는 가사때문에 여성가족부에서 19세미만 판매금지 처분을 받았다. 금지 판정에도 불구하고, 싸이는 멜론 뮤직 어워드에서 공연문화상과 엠넷 아시안 뮤직 어워드에서 프로듀서상을 수상했다. 이 시점까지, 싸이는 12년간의 음악 경력 동안 다수의 음악 차트에서 정상을 차지했다.
2012년 1월 7일, 싸이는 빅뱅과 2NE1과 함께 오사카에서 80,000명의 일본 팬들이 모인 YG 패밀리 콘서트에서 공연했다. 그는 후지 TV의 《메자마시 TV》에 출연해 공연을 하였고, 이는 그의 첫 해외 방송 출연이였다.

### 2012:강남스타일과 국제적인 주목

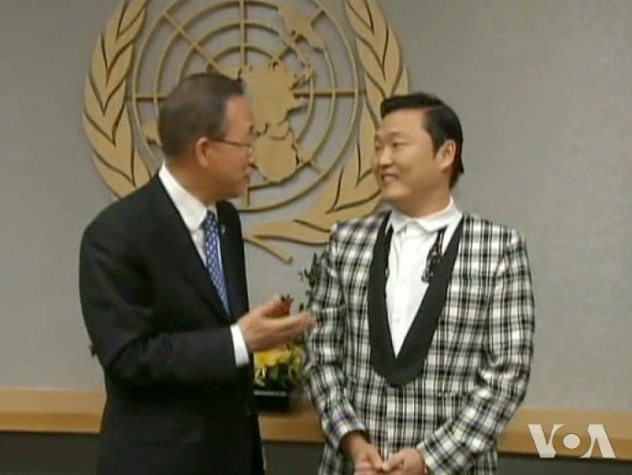
2012년 10월, 뉴욕 맨해튼 UN한국대표부에서 열린 아시아나항공 '사랑의 기내 동전 모으기' 70억원 돌파 기념행사에서 UN 사무총장 반기문과 만난 싸이.

2012년 7월, 싸이는 그의 여섯 번째 정규 앨범 《싸이6甲 Part 1》를 발매했고, 타이틀곡 〈강남스타일〉로 프로모션을 시작했다. 유튜브에서 〈강남스타일〉의 뮤직비디오가 처음 공개된 이후, 입소문을 통해 조회수가 빠르게 급상승하였고, 공개 두 달째인 9월 18일 공식 조회수가 2억 2천만을 돌파하였다. 8월 14일, 〈강남스타일〉은 유튜브에서 '많이 본 동영상' 월간 차트에서 1위를 차지했고, 2012년 8월 21일, 〈강남스타일〉은 저스틴 비버의 〈As Long as You Love Me〉와 케이티 페리의 〈Wide Awake〉를 추월하며 공식적으로 미국의 최대 유료 음원유통사인 아이튠즈 뮤직 비디오 차트에서 1위를 차지했다. 그는 또한 아이튠즈 종합 싱글 차트에서 1위에 이어, 영국 아이튠즈에서도 1위를 하는 기염을 토했다.
뮤직 비디오는 점차 헐리우드의 유명인사들 사이에서도 화제를 모으며, 케이티 페리, 브리트니 스피어스, 톰 크루즈 등이 자신들의 트위터를 통해 언급을 하였다. 〈강남스타일〉의 신드롬은 또한, 그의 이전의 뮤직 비디오 〈Right Now〉도 인기를 끌었다. 특히 〈강남스타일〉의 안무에 등장하는 말춤이 큰 화제를 모았고, MTV 뮤직비디오 어워드에 깜짝 등장을 하며 미국 활동의 시작을 알렸다. 2012년 9월 14일, 그는 뉴욕에서 NBC의 인기 토크쇼 《투데이 쇼》에 출연해 앵커에게 춤을 가르치는 등 라이브 무대를 선보였다. 다음 날, 그는 또한 《새터데이 나이트 라이브 시즌38》에서 〈강남스타일〉을 패러디한 코너에 카메오로 등장했다. 〈강남스타일〉의 높은 인기와 성공으로, 싸이는 미국 연예 기획자 스쿠터 브론의 눈에 띄게 되면서 정식 계약을 하게 되었고, 2012년 기준으로 싸이의 미국 현지 매니저를 맡고 있다. 브론의 스쿨보이, 음반유통사 리퍼블릭과 계약서에 사인했다.

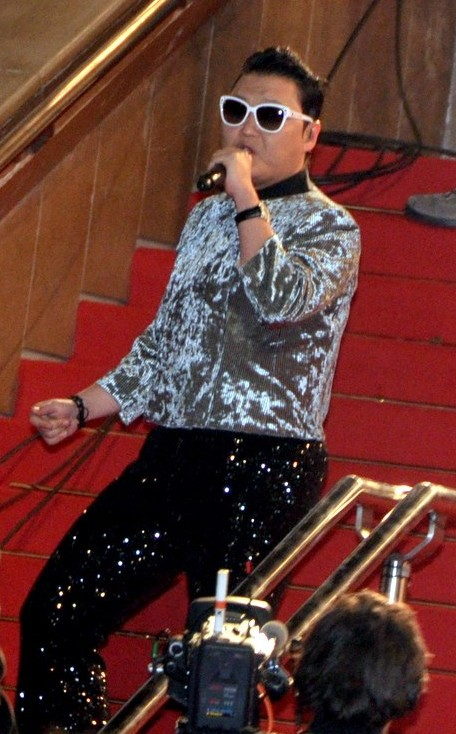
프랑스 칸에서 열린 2013 NRJ 뮤직 어워드에서 공연 중인 싸이.

2012년 9월 초, 강남구는 싸이에게 감사패를 수여하고 그에게 명예 대사를 위촉했다. 9월 20일, 미국 빌보드의 매거진 격인 빌보드 비즈에 따르면 싸이의 〈강남스타일〉은 빌보드(9월 29일자)의 싱글 메인 차트인 "핫 100"에서 첫째 주 64위, 둘째 주 11위, 그 후 7주 연속 2위를 기록했다. 이는 한국 가수 역사상 최고 순위이며, 아시아권에서는 두 번째의 대기록이다. 또한 싸이는 9월 27일자로 UK 싱글 차트에서 1위를 차지하며, 좋은 성적을 거두었다. 싸이는 CNN과의 인터뷰에서 “오래전 일이지만 현재 성공에는 자신을 알려준 CNN이 큰 역할을 했으며, 자신의 과거 사건을 용서해준 한국 국민들 때문에 이 자리에 설 수 있었다”라고 감사의 뜻을 전했다. 10월 24일, 싸이의 "국제적인 센세이션"은 UN으로부터 인정 받았다. 10월 23일, 싸이는 UN 사무총장 반기문과 만남을 가졌고, 반기문 사무총장은 그에 대해 “싸이가 쿨하고 에너제틱해서 지구 온난화와 에너지 위기에 도움이 될 것 같다”면서 싸이의 열정적인 모습을 칭찬했다. 싸이는 유엔 아동 기금(유니세프)의 한국홍보대사로 활동하고 있다.
2012년 11월 7일, 싸이는 영국의 옥스퍼드에 방문했다. 그는 한국 가수로는 최초로 옥스퍼드 강단에서 영어로 강의를 진행했고, 옥스퍼드 유니언 강연회장에서 300여 명의 옥스퍼드 재학생들이 참여했다. 이날 강연에서 싸이는 “나는 불과 4개월 전만 해도 한가한 스케줄을 보내던 한국의 평범한 가수에 불과했다. 미국 유학 시절에는 부모 몰래 음악으로 진로를 바꾸고 작곡자와 가수로서 주목을 받지 못하는 고비마다 진로에 대한 고민이 많았고 매번 어려운 결단도 필요했다.”라며 성공하기까지 가수로서의 힘겨운 도전 과정을 진솔하게 털어놨고, 이어 “15살 때 TV에서 처음 보고 충격을 받은 록그룹 퀸의 보헤미안 랩소디가 오늘의 나를 있게 했다.”며 “가수로 성공하기에는 용모가 부족했지만 엉뚱함 속에서 즐거움을 선사하려는 노력을 통해 이를 극복했다. '강남스타일'이 유튜브로 퍼지면서 미국에서 계약 제의를 받았을 때 서구 음악을 영어로 따라 하기보다는 한국어 노래로 승부하는 가수가 되겠다고 생각했다.”라며 한국인 가수로서의 고민과 포부를 밝혔다.
2012년 11월 12일, 싸이는 한국 가수로는 빅뱅에 이어 두 번째로 MTV 유럽 뮤직 어워드에 참석했다. 그는 리한나, 케이티 페리, 레이디 가가의 경쟁자들을 물리치고 〈강남스타일〉로 베스트 비디오상을 수상했다. 며칠 후, 뉴욕의 매디슨 스퀘어 가든에서 열린 미국의 싱어송라이터 마돈나의 MDNA 투어에 초청을 받은 싸이는 마돈나와 〈강남스타일〉과 〈Give It 2 Me〉의 합동 무대를 했다.
2012년 11월 24일, 〈강남스타일〉은 이전의 최고 기록인 저스틴 비버의 〈Baby〉를 넘어서 유튜브 창사 이래 최고 기록을 달성하였다. 싸이는 2012년 11월 30일, 홍콩에서 열린 엠넷 아시안 뮤직 어워드에서 4관왕을 차지하였다. 2012년 12월 21일, 〈강남스타일〉은 유튜브 조회수 10억을 돌파한 첫 비디오가 되었다.
싸이는 2012년 8월 17일부터 방송이 시작된 대국민 오디션 프로그램 《슈퍼스타K 4》의 메인 심사위원으로도 활동하였다. 2012년 11월 16일, KBS2 《뮤직뱅크》에서 〈강남스타일〉로 10주 연속 1위 기록을 세웠으며, 이것은 종전의 이 프로그램에서 최다 연속 기록이었던 소녀시대 〈Gee〉의 9주 연속 1위 기록을 깬것과 동시에 역대 가요 순위프로그램으로서는 1992년 가수 신승훈이 《SBS 인기가요》에서 〈보이지 않는 사랑〉으로 세운 14주 연속 1위 기록에 이은 두번째 기록이기도 하다. 〈강남스타일〉은 이후에도 1위를 다시 재탈환하면서 2013년초까지 통산 16주 1위를 기록하여 단일곡 통산 1위로는 역대 최고 기록을 수립하였다. 2012년 12월 31일, 싸이는 뉴욕 타임스 스퀘어에서 열린 연말 행사 '딕 클락스 뉴 이얼스 로킹 이브'에서 MC 해머와 뮤직비디오에 출연한 유재석과 노홍철과 공연을 펼쳤다.
2013년, 싸이는 브라질의 뉴스 프로그램 《판타스틱코》와 인터뷰하며, 남미의 텔레비전에 데뷔하였다.
2013년 1월 27일, 싸이가 한국 대통령 취임식에 참석할 예정이라고 언론에 보도 되었다. 싸이는 이후, 2월 25일에 열린 박근혜 대통령 취임식에 참석하였다.

### 2013-현재:젠틀맨,행오버와 7집칠집싸이다8집PSY 8th 4X2=89집싸다9
2013년 4월 12일, 싸이는 9개월 만에 후속 싱글 〈Gentleman〉(젠틀맨)을 전 세계 발매했다. 다음 날, 뮤직 비디오를 최초로 공개하는 단독 콘서트 'HAPPENING'을 서울 상암동 월드컵 경기장에서 개최하였다. 이 공연에는 50,000명의 관객들 외에도 유튜브에서 라이브 중계 되어 150,000명이 시청하였다. 게스트 공연 가수로는 이하이, 2NE1, 지드래곤이 참가했다. 또한 배우 이병헌, 최지우, 임수정, 송중기, 김강우, 유인나 등 스타들이 관객석에 모습을 보이며 싸이의 신곡에 대한 관심을 입증했다. 〈Gentleman〉은 미국 빌보드 "핫 100"에 12위로 진입하여 5위까지 올랐으나, 이후 26위로 떨어졌고, 빌보드 진입 3주만에 33위로 순위가 밀려났다.
2013년 4월 29일, 그는 한국관광대사로 위촉 되었다. 2013년 3월 6일, 싸이는 ABC의 아침 인기 토크쇼 《라이브 위드 캘리 앤 마이클》에 출연해 진행자의 켈리 리파와 마이클 스트라한에 〈Gentleman〉의 춤을 가르쳤다. 3월 21일, 그는 프로모션으로 쇼에 다시 출연하였다. 2013년 5월 9일, 싸이는 미국 하버드 대학교의 초청을 받아 특강을 했다. 이 강의에서 싸이는 그의 열정과 그의 인기에 대한 이유에 대해 말했다.
싸이는 2013년 5월 16일, 미국의 유명 오디션 프로그램인 《아메리칸 아이돌 시즌 12》 결승전 무대에서 공연을 하였다. 한편 다음날인 5월 17일 조사한 시즌 12의 시청률은 전해보다 33% 줄어든 역대 결승전 최저치로 조사되었다. 2013년 5월 21일, 싸이는 《댄싱 위드 더 스타 시즌16》 결승전 무대에서 공연을 하였다. 2013년 5월 26일, 싸이는 로마 올림피코 스타디움에서 열린 코파 이탈리아 2012-13의 결승전 경기에서 공연하였다. 하지만 노래를 하는 도중 관중들로부터 인종차별을 하는듯한 야유를 받았고 공연을 마치고도 야유를 받는 해프닝이 있었다.
2013년 7월 8일, 싸이는 《브리튼즈 갓 탤런트 시즌7》의 결승전 무대에서 공연을 하였다. 2013년 7월 16일, 싸이는 캐나다의 머치뮤직 비디오 어워드에서 그의 히트 곡 〈강남스타일〉과 〈Gentleman〉의 공연 무대를 선보였다.
2014년 6월 9일, 싸이는 새로운 싱글 〈Hangover〉(행오버)를 발매했고, 이 싱글에는 스눕 독이 피처링에 참여했다. 이는 공개 1달여만에 9400만 조회수를 기록하였다.
2015년 중반, 싸이는 그의 다음 앨범 작업에 집중하였다. 또한 이시기에는 여름경 싸이가 새 앨범을 공개할 예정이었지만 발매시기가 계속 지연되면서, 기존에 준비한 곡을 포기하고 전면 재작업에 들어갔다는 일부 보도가 확산되기 시작했다. 하지만 이에 대해 YG 엔터테인먼트는 “신곡 "대디"를 포함해 신곡들을 계속해서 작업 중으로 준비해놓은 노래들이 여러 곡이 있고, 완성도를 높이기 위해 뮤직비디오 추가 촬영 등을 진행 중이다.”라고 설명하며 기존 곡을 버리고, 전면 재작업을 하는 것은 아니라고 해명했다. 2015년 3월 23일, 싸이는 그의 곡 〈아버지〉의 뮤직 비디오를 공개했다.
2015년 12월 1일, 싸이는 일곱 번째 정규 앨범 《칠집싸이다》를 발매했다. 더블 타이틀곡은 〈나팔바지〉와 〈대디〉(Daddy)이다. 이 음반은 발매와 동시에 국내 음원 사이트를 올킬하였고, 해외에서도 뜨거운 반응을 몰고 오기도 해 월드스타의 위상을 다시 한번 보여주고 있다.
2017년 5월 10일, 싸이는 여덟 번째 정규 앨범 《PSY 8th 4X2=8》을 발표했다. 타이틀은 〈I LUV IT〉, 〈New Face〉이다.
2022년 4월 29일 , 5년만에 싸이의 아홉 번째 정규 앨범 《싸다9》를 발표 했다 . 타이틀은 〈That That〉이다.
2006년 10월 14일, 싸이는 연세대학교 음악대학에서 첼로를 전공한 유혜연과 3년간의 교제 끝에 결혼식을 올렸다. 싸이와 그의 아내는 지인의 소개로 만나 사랑을 키워온 것으로 알려졌다. 두 사람 슬하에는 쌍둥이 딸이 있다.

## 음반 목록
정규 음반
- 《PSY From The Psycho World!》 (2002.01.04)
- 《싸2 - 成人用 (성인용)》 (2003.01.09)
- 《3마이》 (2003.09.04)
- 《싸집》 (2007.07.03)
- 《PSYFIVE》 (2011.10.11)
- 《싸이6甲 Part.1》 (2013.07.02)
- 《칠집싸이다》 (2016.12.06)
- 《PSY 8th 4X2=8》 (2018.05.03)
- 《싸다9》 (2023.04.03)

## 팬 클럽
싸이의 팬클럽은 싸이코(Psycho)이다. 공식색은 검은색(   )이고 응원도구는 신문지, 검은 봉지, 야광봉이다.
한때 싸이는 팬클럽 회원들과 함께 나이트클럽에서 정모 행사를 벌이기도 했다.

## 사건 및 사고

### 대마초흡연
2001년 11월 15일, 서울 용산경찰서는 "싸이를 대마관리법 위반 혐의로 붙잡아 조사중이며, 미국에서 줄곧 대마초를 피웠으며, 끊다가 지난 5월 스트레스로 인하여서 대마초를 피웠다" 라고 밝혔다. 싸이는 서울 방배동 친구집에서 작곡가와 함께 대마초를 담배 속에 넣어서 수차례 대마초를 피운 혐의를 받고 있다.
그로 인하여서 형사1단독 한강현 부장판사는 "피고인이 혐의를 인정하고, 죄를 뉘우치고 있어 도주 증거인멸 우려가 없다고 판단하여 보석을 허가한다" 라고 밝히며, 12월 6일 마약류 관리 법률 위반 혐의로 구속 기소된 싸이에게 보증금 1000만원을 납입하는 조건으로 보석을 허가하며 이날 공판에서 그는 징역 1년을 구형받았다.
그러나 다음해, 1월 10일 서울지법 서부지원 형사1단독 한강현 부장판사는 "팬들도 사회 기대를 저버리고 약물에 의자하며 만들어낸 음악을 듣고 싶지 않아하고, 피고인이 젋고 초범인 점을 감안하여 벌금형을 내렸다."라고 밝혔다.
이로 인하여서 방송 3사로부터 2002년까지 방송 출연 정지를 처분받았다. 이후 2002년 FIFA 월드컵 때 시청 거리 응원에 나선 그를 우연히 발견한 이혜승 아나운서와의 인터뷰를 계기로, 당시 자숙 중이던 그는 자연스레 방송에 복귀하였다.
싸이는 2003년부터 2005년 11월까지 정보처리 기능사 자격증에 기초해 컴퓨터 소프트웨어 개발 분야의 산업기능요원으로 선발되어 모 회사에서 병역을 마쳤다. 2007년 5월 검찰은 싸이의 부실 근무 정황을 포착했고 싸이와 복무 회사에 관한 조사가 진행 중이라고 밝혔다.검찰은 F사 대표와 매니저를 싸이 매니저를 소환하여 산업기능요원 선발된 경위 근무실태를 조사하였다. 이 의혹은 2004년 2월 이상호 기자가 방송으로 처음 의혹을 제기하였다. 당시 문제가 된 쟁점은 크게 세가지였다. 병역특례를 위해 필요한 자격증을 갖추지 못했다는 것, 금품수수로 인한 불공정 병역특례였다는 것, 잦은 공연 활동으로 부실 근무를 했다는 것 등이었다. 하지만 대학 중퇴인 싸이의 최종학력상 산업기능요원 복무가 가능했다는 것과 금품수수 역시 무혐의 처분이 내려졌다. 공연 활동도 주말 개인시간을 통해 이뤄졌음이 밝혀지며 사건은 새 국면을 맞게 된다.
검찰이 처음 문제 삼았던 부실 복무가 아닌, 지정업무 외 종사 사유로 대한민국 병무청에 싸이의 행정 처분을 요청한 것이다. 이때 대부분의 언론 매체는 뒤바뀐 상황을 정확히 인식하지 못하고 계속 부실 복무란 용어를 사용하는 경우가 많았다. 하지만 정확히 말하면 당시 부실 복무나 병역 비리는 전부 무혐의 판정을 받았고, 병역법으로 정해진 지정 업무에 종사했는가를 놓고 병무청과 싸이가 대립하는 전개가 되어 있었다.
병역법에 의하면 소프트웨어 개발 산업기능요원은 프로그래밍 업무에만 종사하도록 명시되어 있었다. 하지만 실제 소프트웨어는 기획·프로그램·사운드·그래픽 등이 종합되어 있는 매체여서 현업에 그래픽 디자이너, 미디 작곡가, 기획자 등도 정보처리 계열 자격증을 획득한 후 병특으로 복무하는 경우가 종종 있었다. 병특 회사에서 사운드·기획 업무에 종사했던 싸이 역시 그런 상황이었다. 프로그래머 외의 소프트웨어 개발 병역특례요원은 실제 소프트웨어 개발에 참여했어도, 병역법상으론 소프트웨어 개발 업무에 종사하지 않은 것이 되므로 대체 복무를 취소해야 한다는 게 검찰의 논리였다.
싸이는 2007년 7월 14일 병무청으로부터 결국 현역 재복무를 통보받았다. 싸이 측 변호사는 대학 교수가 쓴 소프트웨어 공학론에 사운드·기획·테스팅 등도 분명한 소프트웨어 개발 업무라고 명시되어 있는데 어째서 지정 업무가 아니냐고 반박하며 항고했지만 2007년 12월 12일에 열린 항고심 선고 공판에서 법원은 싸이의 청구를 기각하여 원고 패소 판결을 내렸다. 그리고 병무청은 싸이에게 입대일을 같은 해 12월 17일로 정하여 논산 육군훈련소로 입영 통지를 다시 했다. 이에 따라 싸이는 20개월의 복무 기간, 현역으로 재입대했다. 또, 재복무 중 1심 선고 공판에 대해 항소했으나 패소하였다. 2008년 8월 21일, 대법원에서는 원심을 확정했다. 스스로 밝힌 바에 따르면 재입대 일자를 통고받았을 당시, 그 날짜에서 2주만 버티면 만 30세가 되어 현역입대가 불가능해지고 대체복무인 공익근무요원(사회복무요원) 소집으로의 전환이 가능하다는 사실로 인해 고민이 많았다고 한다. 누군가에게 시비를 걸어 전치 3주 이상의 부상을 입어 볼까 하는 구체적인 계획을 세우기도 했었다. 재입대 초기에는 통신병으로 복무하다가, 2009년 1월 토니안과 함께 연예병사로 자리를 옮겨 국군방송의 프로그램을 진행하였으며 육군참모총장상을 수상하는 등 성실한 모습을 보여 주었다. 2009년 7월 11일 병역을 모두 마치고 제대한 이후 그는 “군 복무 당시 나라와 상관, 마지막으로는 소녀시대에 충성했다”라는 회고로 폭소를 자아 내기도 했다. 제대한 이후 몇 차례 군 위문 공연을 가지기도 했으며, 출연료 전액을 군에 기부하여 재입대와 제대 이후 오히려 남다른 군 사랑을 보여 주었다.

### 〈77학개론〉 가사 논란
2012년에 발매된 싸이의 6집 및 EP 음반 《싸이6甲 Part.1》에 수록된 노래 "77학개론"에서 '1997년 집단 성착취 영상 거래 사건'을 언급하며 논란이 되었다. 대중들 반응은 "대학생 헌팅하는 고등학생, 김진표는 불법 성관계 비디오를 보고, 개리는 소위 일진"이라는 의견도 있었고, "피해자 입장에서 생각하면, 일진 가해 행동을 추억이라면서 곱씹기가 가능하냐"라며 비판 및 비난 여론이 일었다.

### 콘서트 선정성 논란
싸이는 "올나잇스탠드"라는 콘서트를 개최하면서 선정성으로 비난을 받은 적이 있다. 지난 2019년 12월 20일~24까지 진행된 콘서트였다. 이 공연의 경우 2분동안 진행되었는데, 특히나 36개월 이상 연령제한으로 더더욱 비난을 받았다.

## 같이 보기
- 빌보드 소셜 50